# Serigne Kara
Serigne Modou Kara Mbodj (allgemein bekannt als Kara Mbodj oder einfach nur Kara) (* 11. November 1989 in Diass) ist ein senegalesischer Fußballspieler. Der Innenverteidiger steht aktuell beim Al-Sailiya  in Katar unter Vertrag.

## Karriere
Kara Mbodj spielte in der Jugend für Diambars FC, von wo er im Februar 2010 zu Tromsø IL wechselte. Dort debütierte er am 28. März 2010 in der Tippeligaen, als er beim Spiel gegen Kongsvinger IL eingewechselt wurde. Im Januar 2013 wechselte er nach Belgien zum KRC Genk und unterschrieb einen Dreieinhalbjahresvertrag. Am 7. August 2015 kaufte ihn der RSC Anderlecht für 4,5 Millionen Euro. Dort unterzeichnete Kara Mbodj einen Vierjahresvertrag.
Am 30. August 2018, einen Tag vor Schließung des Sommertransfer-Fensters 2018, wechselte er leihweise für die Saison 2018/19 zum französischen Erstligisten FC Nantes. Anschließend besitzt Nantes eine Kaufoption. Diese Kaufoption wurde von Nantes im Januar 2019 nicht ausgeübt. Kara wurde dann in der Rückrunde wieder im Kader des RSC Anderlecht eingesetzt.
Am 20. Juli 2019 unterschrieb Kara bei Al-Sailiya in Katar einen Vertrag mit einer Laufzeit von drei Jahren.

## Nationalmannschaft
Im Mai 2018 wurde Kara Mbodj von Aliou Cissé in den senegalesischen Kader für die WM 2018 berufen. Er war einer von drei Feldspielern, neben Adama Mbengue und Moussa Sow, die nicht zum Einsatz kamen.

## Erfolge
- belgischer Pokalsieger: 2013 (KRC Genk)
- belgischer Meister: 2016/17 (RSC Anderlecht)
- Gewinner belgischer Supercup: 2017 (RSC Anderlecht)